# Флаг Прохоровского района
Флаг Про́хоровского района — официальный символ Прохоровского муниципального района Белгородской области Российской Федерации. Флаг утверждён 23 января 1999 года.
Флаг Прохоровского района разработан с учётом отечественных и международных геральдико-правовых норм и воспроизводит цвета и фигуры герба Прохоровского района, утверждённого решением 15 сессии Прохоровского районного Совета депутатов от 23 января 1999 года № 102.

## Описание
«Флаг Прохоровского района представляет собой двустороннее прямоугольное полотнище, на лицевой стороне которого в зелёном поле между двумя белыми волнистыми поясами жёлтый меч в пояс, остриём влево. На оборотной стороне полотнища помещено аналогичное зеркальное изображение.
Отношение ширины полотнища к длине — 2:3.
Древко флага и навершие в форме пики бронзового цвета».

## Обоснование символики
Волнистые пояса на флаге символизируют реки Псёл и Северский Донец, берущие начало на прохоровской земле и входящие в бассейны рек Днепра и Дона.
Изображённый на водоразделе меч символизирует ратные подвиги русских воинов со времён станично-сторожевой службы на историческом Муравском шляху в XVI—XVII веках до битвы на Прохоровском поле в июле 1943 года.